# Первомайская улица (Саратов)
Первома́йская у́лица (в XVIII веке Воздвиже́нская у́лица, с середины XIX века по 1918 год — Но́вая Цари́цынская у́лица) — находится в центре Саратова.

## География
Проходит от Набережной Космонавтов до улицы Радищева. Пересекает улицу Лермонтова, улицу Чернышевского, улицу Мичурина, Октябрьскую улицу, Комсомольскую улицу, улицу Некрасова и Соборную улицу. Протяжённость — 1292 метра.

## История
Исторически начиналась от берега реки Волги (примерно в районе современного речного вокзала) и продолжалась до улицы Рахова.
Название Воздвиженская улица получила по названию ряда строений Крестовоздвиженского женского монастыря, выходивших на неё в самом начале. Позже улицу назвали Царицинской — по имени одного из уездных городов Саратовской губернии Царицину.
В 1918 году улица переименована в Первомайскую. В 1997 году участок улицы между современными улицами Горького и Рахова был переименован в ул. Киселёва.

## Здания и сооружения
| Номер дома | Изображение | Описание |
| ---------- | ----------- | --- |
| 78         |             | Здание администрации Саратова Бывшее здание Дома Бендера, 1867 г. реконструкция 1912 г. архитектор Карпенко В. К. Памятник архитектуры регионального значения.                       |
| 77         |             | Саратовская областная Дума, перед фасадом — Памятник Петру Столыпину |
| 76         |             | Саратовская городская Дума |
| 75         |             | Художественный музей им. А. Н. Радищева, корпус № 2. Бывшее здание женской гимназии, архитектор Каллистратов С. А. кон. XIX — нач. XX в. Памятник архитектуры федерального значения. |
| 74         |             | Бывшее здание Саратовской Ремесленной Управы (1831-1917 гг.). Двухэтажное каменное здание. Русский классицизм. Конец XVIII века. Памятник архитектуры регионального значения.        |
| 63         |             | Доходный дом нач. XX в. |
| 59         |             | Бывший особняк Дыбова А. Г. нач. XX в. Памятник архитектуры регионального значения.                                                                                                  |
| 52         |             | Дом жилой конец XIX века. |
| 42         |             | МРСК Волги |
| 37         |             | Дом архитектора. |
| 23         |             | Усадьба Тюльпиных. 1840е гг. Памятник архитектуры федерального значения. Жилой дом на углу ул. Чернышевского, 209.                                                                   |
| 22         |             | Дом жилой, нач. XX в. Памятник градостроительства и архитектуры регионального значения.                                                                                              |
| 14         |             | Дом Пасхаловой А. Н. 1860е гг. Жилой дом на углу ул. Чернышевского, 178. |
| 4          |             | Храм в честь Воздвижения Честнаго и Животворящего Креста Господня на углу ул. Лермонтова                                                                                             |
|            |             | Проезд с Набережной на ул. Первомайскую |

### Мемориальные доски

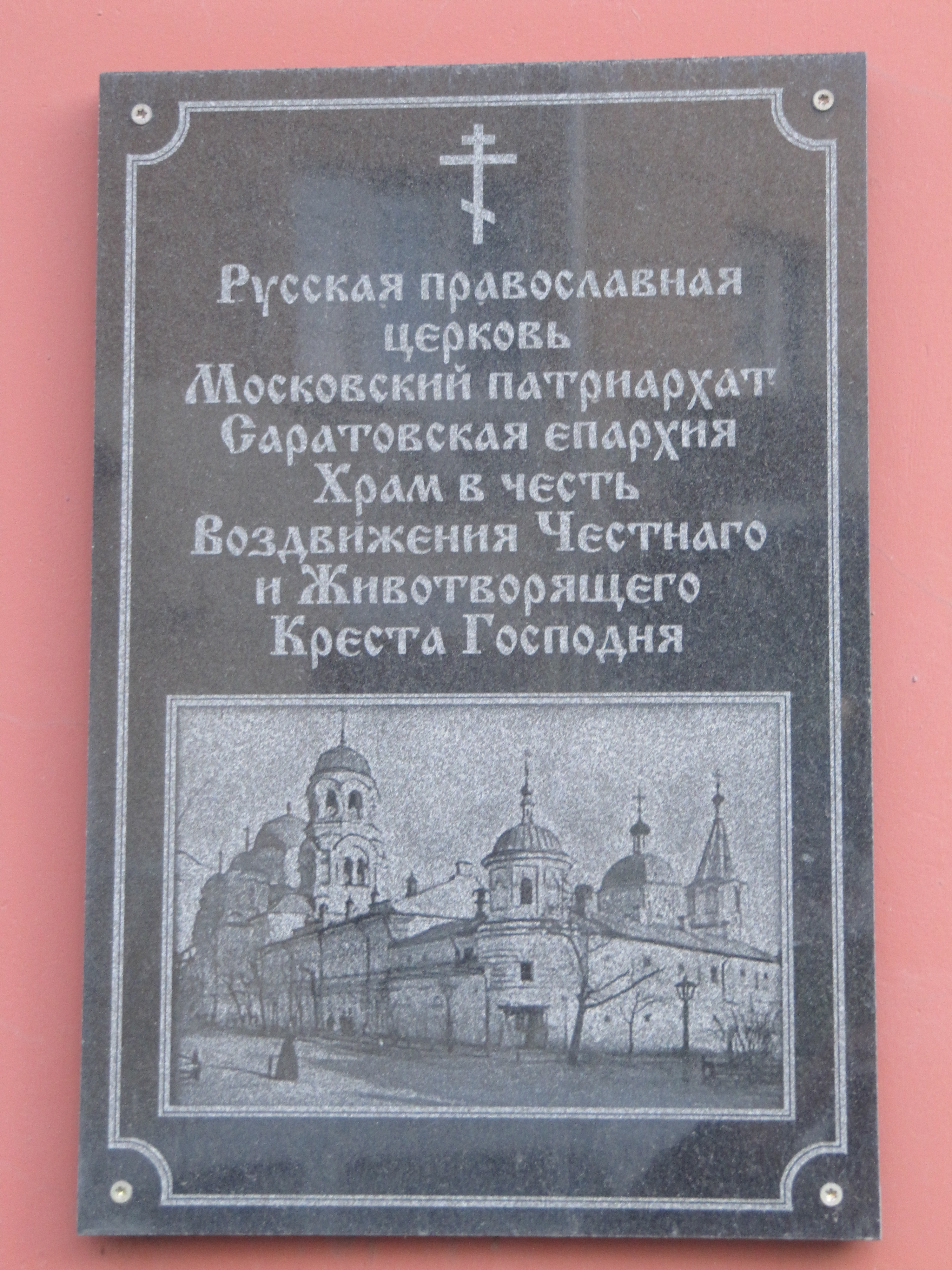
Храм Крестовоздвиженский
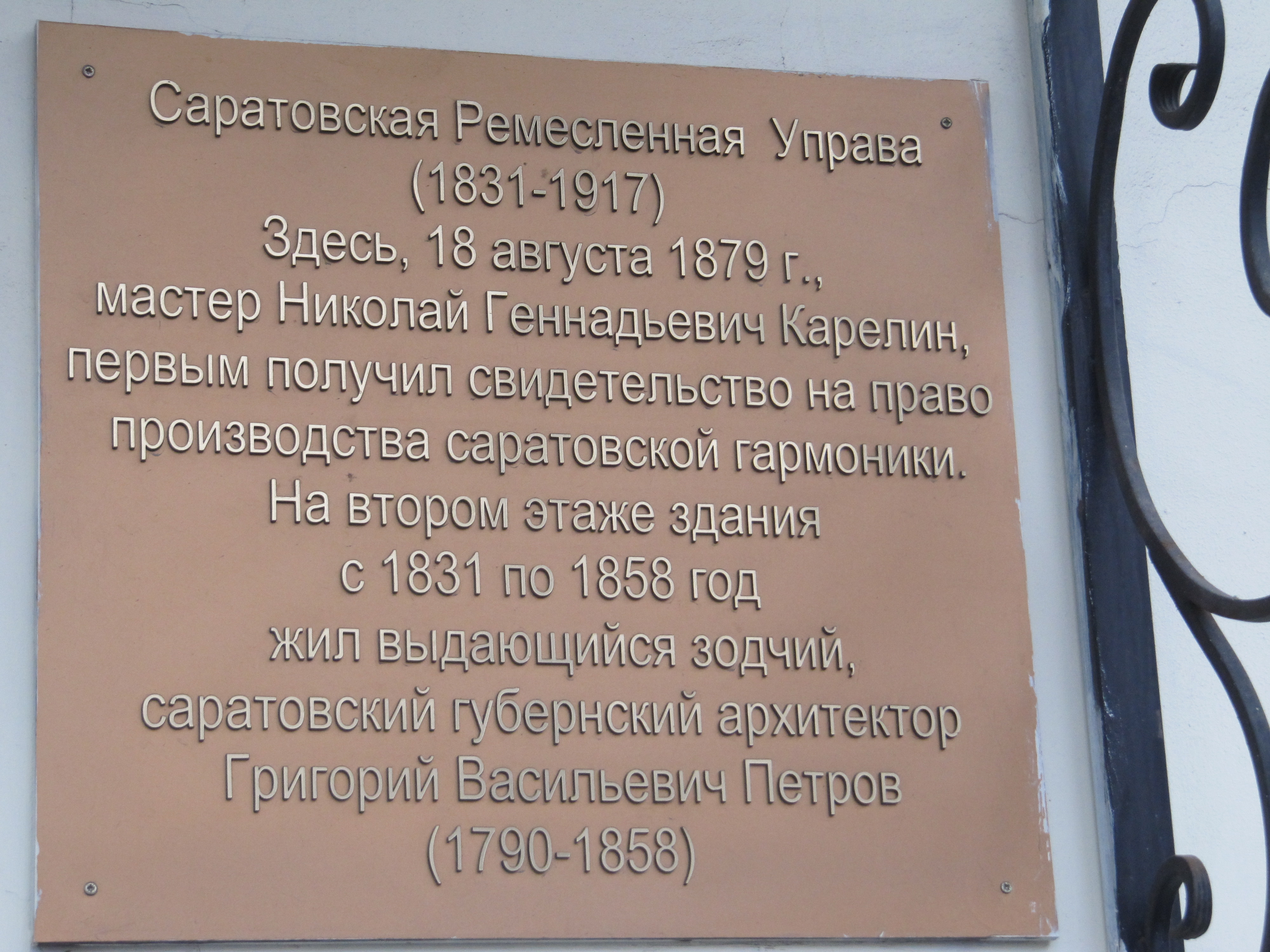
Первомайская ул. 74
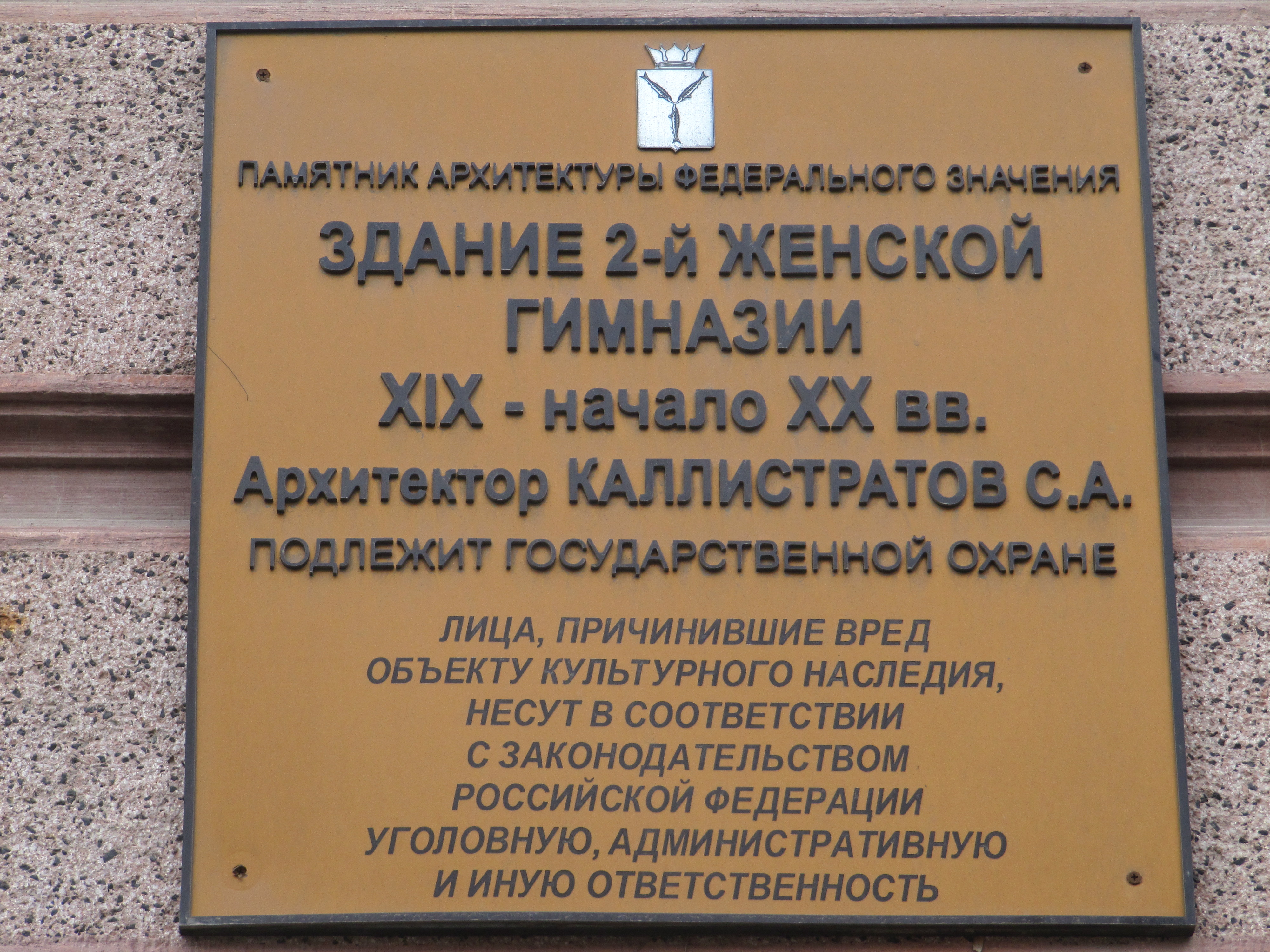
Первомайская ул. 75
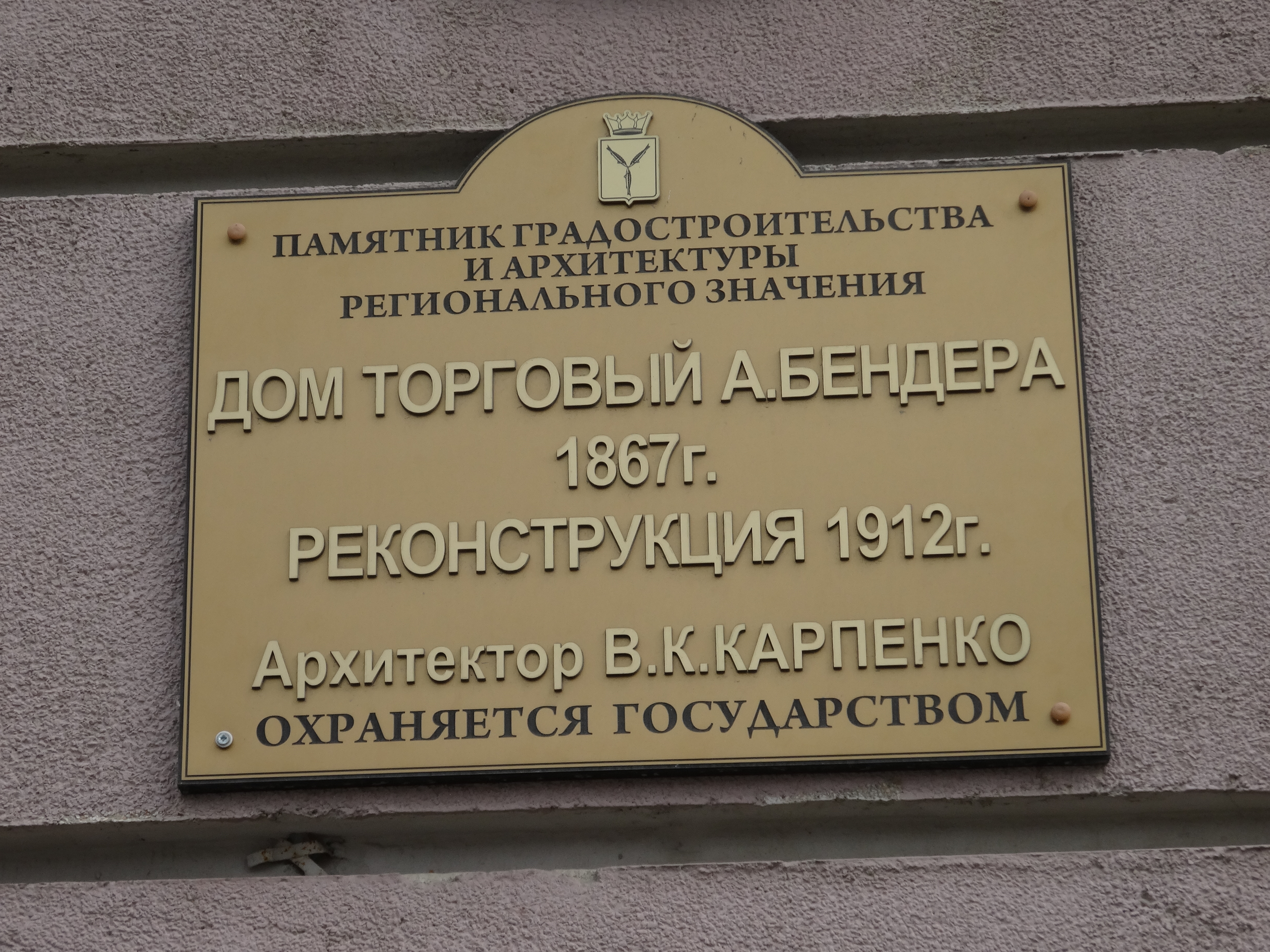
Первомайская ул. 78